# Liessies

Liessies este o comună în departamentul Nord, Franța. În 1 ianuarie 2022 avea o populație de 529 de locuitori.